# Понихидин, Юрий Матвеевич
Ю́рий Матве́евич Понихи́дин (8 марта 1941, Мичуринск — 2 августа 2016, Саратов) — советский и российский историк и правовед, кандидат юридических наук, профессор, специалист по истории государства и права. Заведующий кафедрой истории государства и права Саратовской государственной академии права (1984—2009). Почётный работник высшего профессионального образования Российской Федерации.

## Биография
Юрий Матвеевич Понихидин родился 8 марта 1941 года в городе Мичуринске Тамбовской области в семье железнодорожника.
- 1961 год — 1963 год — служба в вооружённых силах СССР.
- 1963 год — 1968 год — учёба на историческом факультете Воронежского государственного университета по специальности «историк с правом преподавания английского языка».
- 1968 год — 1971 год — преподавал историю и английский язык в городе Верхний Уфалей Челябинской области.
- С 1971 года — преподаватель кафедры истории государства и права Саратовского юридического института имени Д. И. Курского.
- 1977 год — защита диссертации на соискание учёной степени кандидата юридических наук на тему «Революционные комитеты РСФСР (1918—1921 гг.)» под руководством доктора юридических наук, профессора Бориса Вениаминовича Виленского.
- 1984 год — 2009 год — заведующий кафедрой истории государства и права Саратовской государственной академии права.
- 1999 год — присвоено звание профессора по кафедре истории государства и права Саратовской государственной академии права.
- 2009 год — 2016 год — профессор кафедры истории государства и права Саратовской государственною юридической академии.

Умер 2 августа 2016 года в Саратове.

## Семья
- Отец — Понихидин Матвей Иванович
- Мать — Понихидина Елена Васильевна

## Научная деятельность
В сферу научных интересов Ю. М. Понихидина входило изучение проблем периода «военного коммунизма» СССР, а также изучение наследия российских ученых XIX в. (С. М. Соловьев, Б. Н. Чичерин и др.).
Ю. М. Понихидин — автор более 40 публикаций в различных изданиях. Под его редакцией неоднократно издавался учебный курс лекций «История отечественного государства и права». Его работы востребованы не только в родном вузе, но и в иных заведениях соответствующего профиля.
Профессор Ю. М. Понихидин вёл работу по составлению сборника документов по истории первых лет советской власти в городе Саратове на основе материалов Государственного архива Саратовской области и Государственного архива новейшей истории Саратовской области (бывший партийный архив).
Под руководством Ю. М. Понихидина было защищено 14 диссертаций на соискание учёной степени кандидата юридических наук.

## Награды
- Медаль «Ветеран труда»
- Почётный работник высшего профессионального образования Российской Федерации
- Почётная грамота Губернатора Саратовской области

## Избранная библиография

### Диссертации
- Понихидин Ю. М. Революционные комитеты РСФСР (1918—1921 гг.). Дис. … канд. юрид. наук. — Саратов, 1977. — 181 с.

### Монографии, учебные пособия
- Понихидин Ю. М. Революционные комитеты РСФСР (1918-1921 гг.) / ред. Б. В. Виленский. — Саратов: Издательство СГУ, 1982. — 118 с.
- Коллектив авторов. История государства и права России (советский период): учебное пособие / ред. Ю. М. Понихидин. — Саратов: Издательство СГАП, 1996. — 108 с.
- Варламова Н. Д., Понихидин Ю. М., Судоргин Н. С. История государства и права России: учебно-методическое пособие / ред. Ю. М. Понихидин. — Саратов: Слово, 1998. — 57 с. — ISBN 5-85571-095-5.
- Архипов И. В., Варламова Н. Д., Понихидин Ю. М., Рыбаков О. Ю. История отечественного государства и права: курс лекций / ред. Ю. М. Понихидин. — М.: Проспект, 2009. — 294 с. — ISBN 978-5-392-00662-5.
- Варламова Н. Д., Понихидин Ю. М., Рыбаков О. Ю., Ворошилова С. В. История отечественного государства и права в вопросах и ответах: учебное пособие / ред. Ю. М. Понихидин. — Саратов: Издательство СГЮА, 2014. — 237 с. — ISBN 978-5-7924-1133-3.

### Статьи
- Понихидин Ю. М. Роль революционных комитетов в становлении советской национальной государственности народов РСФСР // 50 лет Советского союзного государства : сборник. — Саратов: Издательство СГУ, 1973. — С. 124—133.
- Понихидин Ю. М. Организационно-правовые формы деятельности революционных комитетов (январь — август 1921 г.) // Вопросы истории государства и права. Межвузовский сборник научных трудов : сборник. — Саратов: Издательство СГУ, 1977. — Вып. 1. — С. 80—95.
- Понихидин Ю. М. О перестройке советского государственного аппарата в период военного коммунизма (1918—1920 гг.) // Актуальные вопросы советской юридической науки. Ч. 1 : сборник. — Саратов: Издательство СГУ, 1978. — С. 63—65.
- Понихидин Ю. М. Основные положения дискуссии, развернувшейся при попытке пересмотра Судебных Уставов в области судоустройства комиссией Н. В. Муравьева // Вестник СГАП : научный жкрнал. — Саратов: Издательство СГАП, 2006. — № 5. — С. 206—212. — ISSN 2227-7315.
- Понихидин Ю. М. Русская Правда П. И. Пестеля: проблемы государства. 13 июля 2006 г. — 180 лет со дня казни П. И. Пестеля // Правовая политика и правовая жизнь : научный жкрнал. — М.: Издательство Института государства и права РАН, 2006. — № 3. — С. 132—145. — ISSN 1608-8794.
- Понихидин Ю. М. Концепция «государственной школы» в воззрениях А. Д. Градовского // Вестник Волжского университета им. В. Н. Татищева : научный жкрнал. — Тольятти: Издательство ВуИТ, 2006. — Вып. 56. — С. 243—265. — ISSN 2076-7919.
- Понихидин Ю. М. Чрезвычайные органы в истории российской государственности // Вестник СГЮА : научный жкрнал. — Саратов: Издательство СГЮА, 2016. — № 2. — С. 15—21. — ISSN 2227-7315.